# District de Kalabo
Le district de Kalabo est un district de Zambie, situé dans la Province Occidentale. Sa capitale se situe à Kalabo. Selon le recensement zambien de 2000, le district a une population de 114 806 personnes.